# 한복남
한복남(韓福男, 1919년 6월 25일 ~ 1991년 1월 22일)은 대한민국의 대중음악 작곡가이자 가수이다.
평안남도 안주 출신으로 본명은 한영순(韓榮淳)이다.
안주에서 양복점을 운영하다 해방 이후 남과 북이 갈리면서 1947년 가족이 모두 월남하여 서울 종로에서 양복점을 열었다가 그해 가수로 데뷔했다. 
'빈대떡 신사'는 1943년에 발표된 노래로 알려졌지만 한복남이 데뷔한 해가 1947년이라서 발표 시점을 놓고는 논란이 많다. 
1947년에 김해송이 주관하는 KPK악단에 입단하였다.
한국전쟁 이후, 도미도레코드사를 창립하였으며, 도미도레코드, 라라레코드, 아세아레코드, 오아시스레코드 등에서 작곡가로 활동하였고, 자신이 직접 부르기도 하였다.
1991년 1월 22일 사망했다. 향년 73세.

## 대표곡
- 앵두나무 처녀
- 빈대떡 신사
- 엽전 열 닷냥
- 처녀 뱃사공
- 오동동 타령
- 맘보 타령
- 전복 타령
- 코리안 맘보
- 양산도 맘보
- 봄바람 님바람
- 나의 탱고
- 진주는 천리길
- 한 많은 대동강
- 백마강
- 경상도 사나이
- 님